# An American Pickle
An American Pickle is een Amerikaanse film uit 2020, geregisseerd door Brandon Trost en geschreven door Simon Rich, gebaseerd op zijn korte verhaal Sell Out uit 2013.

## Verhaal
In 1919 verlaten een paar worstelende Joodse arbeiders, Herschel Greenbaum en zijn vrouw Sarah, Oost-Europa om naar Amerika te emigreren. Op een dag valt Herschel in de augurkenfabriek waar hij een baan als arbeider vond, per ongeluk in een vat met augurken, net op het moment dat het bedrijf voorgoed de deuren sluit. Honderd jaar later, in 2019, perfect geconserveerd in dit pekelbad, wordt hij wakker in onze huidige wereld en ontdekt hij, gedesoriënteerd, dat zijn enige nog levende ouder niemand minder is dan zijn achterkleinzoon, die dezelfde leeftijd en lichaamsbouw heeft zoals hij. Zijn vrouw en hun kind zijn tientallen jaren geleden overleden. Ben neemt hem onder zijn hoede en begeleidt hem in een modern Amerika dat hem volledig uit balans brengt.

## Rolverdeling
| Acteur          | Personage                          |
| --------------- | ---------------------------------- |
| Seth Rogen      | Herschel Greenbaum / Ben Greenbaum |
| Sarah Snook     | Sarah Greenbaum                    |
| Eliot Glazer    | Christian                          |
| Jorma Taccone   | Liam                               |
| Kalen Allen     | Kevin                              |
| Molly Evensen   | Clara                              |
| Kevin O'Rourke  | Dane Brunt                         |
| Joanna P. Adler | Professor Kim Ecklund              |

## Release
De film werd op 6 augustus 2020 uitgebracht in de Verenigde Staten op HBO Max en Canada op VOD-partner Crave. De film werd op 7 augustus 2020 in de bioscoop vertoond in het Verenigd Koninkrijk.

## Ontvangst
Op Rotten Tomatoes heeft An American Pickle een waarde van 72% en een gemiddelde score van 6,10/10, gebaseerd op 169 recensies. Op Metacritic heeft de film een gemiddelde score van 58/100, gebaseerd op 39 recensies.